# У пошуках виходу
«У пошуках виходу» (англ. Lookin' to Get Out) — комедійний фільм американського режисера Гела Ешбі. Прем'єра фільму відбулася 8 жовтня 1982 року. Бюджет фільму становить $17 000 000.

## Сюжет
Двоє гравців-картярів програли величезну суму грошей. Через це вони повинні тікати з Нью-Йорку, щоб уникнути великих неприємностей. Невдахам раптом спадає на думку ідея: податися до столиці ігроманії та насолод — Лас-Вегасу. Де ж, як не там, їм може усміхнутися нарешті фортуна. 

## У ролях
- Джон Войт — Алекс Ковак
- Енн-Маргрет — Патті Варнер
- Берт Янг — Джеррі Фельдман
- Берт Ремсен — Смітті
- Джуд Фарезе — Гаррі
- Аллен Келлер — Джої
- Річард Бредфорд — Берні Голд
- Стейсі Пікрен — Русті
- Саманта Харпер — Ліліан
- Фокс Гарріс — Гарві, майстер до ліфтів
- Маршелін Бертран — дівчина на джипі
- Анджеліна Джолі — Тош

## Цікаві факти
- Фільм був знятий ще у 1980 році, але тільки 1982 році картину було представлено широкій публіці.
- Цей фільм став дебютом Анджеліни Джолі.
- У фільмі також знялись батько і мати Анджеліни Джолі — Джон Войт і Маршелін Бертран відповідно.

## Ссилки
- Перший фільм Анджеліни Джолі (англ.) на сайті huffingtonpost
- У пошуках виходу (англ.) на сайті Internet Movie Database

1. ↑  http://www.imdb.com/title/tt0084268/
2. 1 2 3 4 5 6 7 8 9 10 11  http://www.imdb.com/title/tt0084268/fullcredits